# Rio Munhoz
Der Rio Munhoz ist ein etwa 13 km langer linker Nebenfluss des Rio Ivaí im Inneren des brasilianischen Bundesstaats Paraná.

## Etymologie
Der Fluss trägt ebenso wie das Munizip Munhoz de Mello seinen Namen zu Ehren von José Munhoz de Mello, dem früheren Präfekten von Londrina und Präsidenten des Tribunal de Justiça do Paraná.

## Geografie

### Lage
Das Einzugsgebiet des Rio Munhoz befindet sich auf dem Terceiro Planalto Paranaense (Dritte oder Guarapuva-Hochebene von Paraná).

### Verlauf
Sein Quellgebiet liegt im Munizip Manoel Ribas auf 495 m Meereshöhe etwa 15 km östlich des Hauptorts an der PRC-487.
Der Fluss verläuft zunächst in nördlicher Richtung und wendet sich nach etwa 3 km nach Osten. Er mündet auf 437 m Höhe von links in den Rio Ivaí. Er ist etwa 13 km lang.

### Munizipien im Einzugsgebiet
Der Rio Munhoz verläuft vollständig innerhalb des Munizips Manoel Ribas.